# 教宗保禄一世
教宗聖保祿一世（拉丁語：Sanctus Paulus PP. I；？—767年6月28日）于757年5月29日至767年6月28日在位為教宗。

## 譯名列表
- 保祿一世：天主教香港教區禮儀委員會：禧年專頁（页面存档备份，存于）、香港天主教教區檔案　歷任教宗、《大英簡明百科知識庫》2005年版[永久]作保祿。
- 保罗一世：《世界人名翻譯大辭典》1993年版作保罗。